# NGC 6998
NGC 6998 est une très vaste et lointaine galaxie elliptique située dans la constellation du Microscope. Sa vitesse par rapport au fond diffus cosmologique est de 11 637 ± 20 km/s, ce qui correspond à une distance de Hubble de 172 ± 12 Mpc (∼561 millions d'al). NGC 6998 a été découverte par l'astronome allemand Albert Marth en 1864.
NGC 6698 présente également un jet d'ondes radio et c'est est une radiogalaxie. 
À ce jour, trois mesures non basées sur le décalage vers le rouge (redshift) donnent une distance de 189,667 ± 12,423 Mpc (∼619 millions d'al), ce qui est à l'intérieur des valeurs de la distance de Hubble. Notons cependant que c'est avec la valeur moyenne des mesures indépendantes, lorsqu'elles existent, que la base de données NASA/IPAC calcule le diamètre d'une galaxie et qu'en conséquence le diamètre de NGC 6998 pourrait être d'environ 80,4 kpc (∼262 000 al) si on utilisait la distance de Hubble pour le calculer.